# Saeco (equipo ciclista)
Saeco fue un equipo ciclista italiano que corrió en las temporadas 1996-2004.

## Historia del equipo

### Origen
Fue fundada en 1989 con el nombre de Verynet-FNT-Juvenes San Marino, siendo administrado por AS Juvenes y con licencia de San Marino. Entre 1990 y 1991, GIS Gelati se convirtió en el principal patrocinador, y los cuatro años siguientes los patrocinó Mercatone Uno (que una vez que dejó el aptrocinio de esta formación, volvió a patrocinar a otro equipo).
En 1996 llegó un nuevo patrocinador, la empresa italiana de cafeteras Saeco, siendo en 1997 donde ya tomó la licencia italiana.

### Los años de Cipollini
En 1996 el equipo fichó a uno de los más destacados sprinters del momento: Mario Cipollini. Mario fue el máximo exponente de este equipo hasta 2001, año en el que dejó el equipo para irse al Acqua & Sapone.
Cipollini onsiguió 22 etapas en el Giro de Italia y 9 etapas en el Tour de Francia entre 1996 y 2001, consiguiendo también la clasificación por puntos (maglia ciclamino) del Giro de Italia 1997. En 2000 también consiguió dos etapas en el prestigioso Tour de Romandía.
Sin embargo no todos los éxitos del equipo se redujeron a su esprínter. También consiguieron grandes resultados como por ejemplo la victoria en el Giro de Italia 1997 de mano de Ivan Gotti (venció también en una etapa). Por su parte Francesco Casagrande fue sexto en la general final del Tour de Francia 1997.
En 1999 Paolo Savoldelli consiguió una etapa y la segunda posición en la general final del Giro de Italia, así como el Tour de Romandía del 2000. Ese mismo año el veterano Laurent Dufaux ganó el Campeonato de Zúrich

### Simoni y Cunego
Para la temporada 2002 llegó al equipo Gilberto Simoni, ganador del último Giro de Italia, que procedía del Lampre. También se unió al equipo Damiano Cunego, procedente del campo amateur, para debutar en el pelotón profesional.
En 2002 el veterano Salvatore Commesso ganó la medalla de oro en el Campeonato de Italia en Ruta, mientras que el mencionado Gilberto Simoni consiguió una etapa en el Giro de Italia y fue líder hasta ser expulsado por un positivo por cocaína que resultó ser falso. Danilo Di Luca dio al equipo una etapa en la Vuelta a España.
En 2003 Igor Astarloa ganó la Flecha Valona en abril. Poco después Gilberto Simoni ganó el Giro de Italia, y consiguió una victoria de etapa en el Tour de Francia. Al final de la temporada Astarloa se proclamó Campeón del Mundo.
En 2004 el joven Damiano Cunego ganó el Giro de Italia, tras imponerse al teórico líder del equipo Simoni, ganador el año anterior y redondeó su gran temporada con la victoria en el Giro de Lombardía.
El equipo desapareció tras esa temporada y gran parte de su plantilla recaló en el Lampre de cara a la temporada 2005 (año en que se estrenaba el UCI ProTour), incluyendo sus estrellas Cunego y Simoni.

## Corredor mejor clasificado en las Grandes Vueltas
| Año  | Giro de Italia            | Tour de Francia          | Vuelta a España           |
| ---- | ------------------------- | ------------------------ | ------------------------- |
| 1989 | -                         | -                        | -                         |
| 1990 | 22.º Maurizio Vandelli    | -                        | -                         |
| 1991 | 39.º Germano Pierdomenico | -                        | -                         |
| 1992 | 14.º Flavio Giupponi      | -                        | 55.º Enrico Zaina         |
| 1993 | 11.º Flavio Giupponi      | -                        | 39.º Enrico Zaina         |
| 1994 | 22.º Francesco Casagrande | 42.º Franco Chioccioli   | 13.º Paolo Lanfranchi     |
| 1995 | 10.º Francesco Casagrande | 43.º Massimiliano Lelli  | 9.º Michele Bartoli       |
| 1996 | 31.º Francesco Casagrande | 25.º Massimiliano Lelli  | 43.º Giorgio Furlan       |
| 1997 | 1.º Ivan Gotti            | 6.º Francesco Casagrande | 78.º Giorgio Furlan       |
| 1998 | 9.º Paolo Savoldelli      | 14.º Leonardo Piepoli    | 40.º Vitali Kokorine      |
| 1999 | 2.º Paolo Savoldelli      | 4.º Laurent Dufaux       | 60.º Eddy Mazzoleni       |
| 2000 | 24.º Paolo Savoldelli     | 29.º Daniel Atienza      | 42.º Igor Pugacci         |
| 2001 | 14.º Paolo Savoldelli     | -                        | 70.º Igor Pugacci         |
| 2002 | 40.º Igor Pugacci         | -                        | 10.º Gilberto Simoni      |
| 2003 | 1.º Gilberto Simoni       | 38.º Jörg Ludewig        | 121.º Juan Manuel Fuentes |
| 2004 | 1.º Damiano Cunego        | 17.º Gilberto Simoni     | 16.º Damiano Cunego       |

## Clasificaciones UCI
La Unión Ciclista Internacional elaboraba el Ranking UCI de clasificación de los ciclistas y equipos profesionales.
A partir de 1999 y hasta 2004 la UCI estableció una clasificación por equipos divididos en tres categorías (primera, segunda y tercera). La clasificación del equipo y de su ciclista más destacado fue la siguiente:
| Año  | Categoría | Clasificación por equipos | Mejor corredor en la clasificación individual | Posición |
| 1995 | -         | 6.º                       | Francesco Casagrande                          | 9.º      |
| 1996 | -         | 13.º                      | Francesco Casagrande                          | 1.º      |
| 1997 | -         | 5.º                       | Francesco Casagrande                          | 8.º      |
| 1998 | -         | 12.º                      | Leonardo Piepoli                              | 34.º     |
| 1999 | Primera   | 7.º                       | Mario Cipollini                               | 19.º     |
| 2000 | Primera   | 17.º                      | Laurent Dufaux                                | 31.º     |
| 2001 | Primera   | 18.º                      | Mario Cipollini                               | 47.º     |
| 2002 | Primera   | 16.º                      | Danilo Di Luca                                | 13.º     |
| 2003 | Primera   | 4.º                       | Gilberto Simoni                               | 4.º      |
| 2004 | Primera   | 4.º                       | Damiano Cunego                                | 1.º      |

## Palmarés destacado

### Grandes Vueltas
- Giro de Italia
  - 1997: Ivan Gotti
  - 2003: Gilberto Simoni
  - 2004: Damiano Cunego
  - 42 etapas

- Tour de Francia
  - 15 etapas

- Vuelta a España
  - 2 etapas

### Otras carreras
- Campeonato del Mundo en Ruta:2003 (Igor Astarloa)
- Vuelta al País Vasco: 1996 (Francesco Casagrande)
- Tirreno-Adriático: 1996 (Francesco Casagrande)
- Giro de Lombardía: 2004 (Damiano Cunego)
- Flecha Valona:2003 (Igor Astarloa)

## Principales corredores

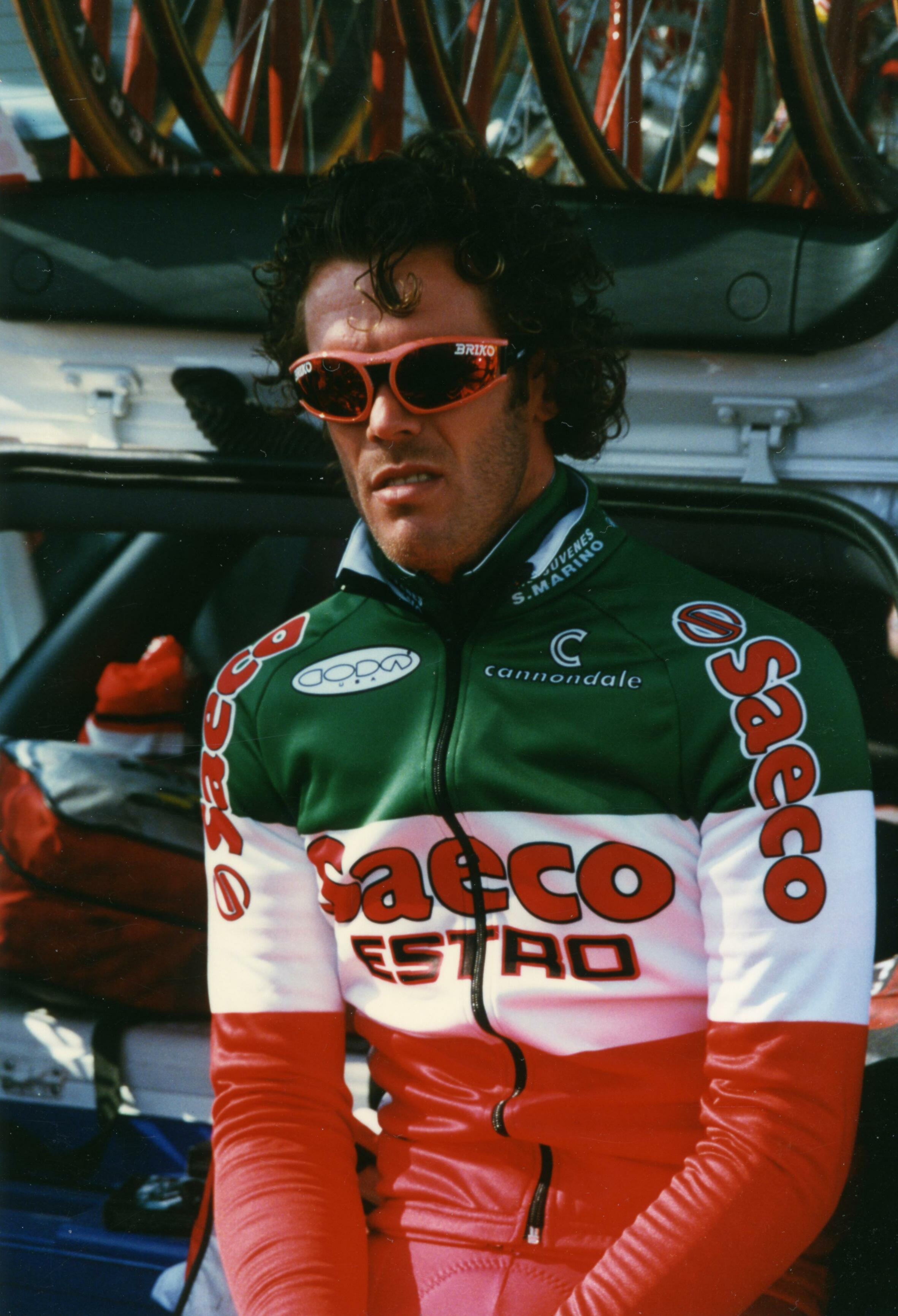
Mario Cipollini, en la París-Niza de 1997.

| Ciclista             | Años                 |
| Francesco Casagrande | 1992-1997            |
| Michele Bartoli      | 1993-1995            |
| Eros Poli            | 1994-1996            |
| Massimiliano Lelli   | 1994-1997            |
| Mario Cipollini      | 1994-2001            |
| Dario Frigo          | 1996-1999            |
| Eddy Mazzoleni       | 1996-1999, 2004      |
| Ivan Gotti           | 1997-1998            |
| Paolo Savoldelli     | 1998-2001            |
| Salvatore Commesso   | 1998-2004            |
| Laurent Dufaux       | 1999-2001            |
| Dario Pieri          | 2000-2001, 2003-2004 |
| Cadel Evans          | 2001                 |
| Mirko Celestino      | 2001-2004            |
| Igor Astarloa        | 2002-2003            |
| Gilberto Simoni      | 2002-2004            |
| Damiano Cunego       | 2002-2004            |
| Danilo Di Luca       | 2002-2004            |